# Páramosnip
De Páramosnip (Gallinago nobilis) is een vogel uit de familie van strandlopers en snippen (Scolopacidae).

## Verspreiding en leefgebied
Deze soort komt voor van Colombia tot zuidwestelijk Venezuela, Ecuador en noordelijk Peru.